# Resolution 89 des UN-Sicherheitsrates
Die Resolution 89 des UN-Sicherheitsrates ist eine Resolution, die der Sicherheitsrat der Vereinten Nationen am 17. November 1950 beschloss.

## Inhalt
Sie wurde nach Eingang von Beschwerden Ägyptens, Israels, Jordaniens und des Stabschefs der United Nations Truce Supervision Organization zur Beendigung des Palästinakrieges aufgefordert, sich dringend mit einer Beschwerde über die Vertreibung Tausender Palästinenser zu befassen. Der Rat forderte beide Parteien auf, den Feststellungen der Kommission Folge zu leisten und alle Araber, die nach Ansicht der Kommission ein Recht auf Rückkehr haben, zu repatriieren. Der Rat ermächtigte sodann den Stabschef der Organisation für die Überwachung des Waffenstillstands, Israel, Ägypten und den anderen arabischen Staaten geeignete Schritte zu empfehlen, die er für erforderlich hält, um die Bewegung nomadisierender Araber über internationale Grenzen oder Waffenstillstandslinien hinweg im gegenseitigen Einvernehmen zu kontrollieren.
Der Rat forderte die betreffenden Regierungen auf, keine Maßnahmen zu ergreifen, die den Transfer von Personen über internationale Grenzen oder Waffenstillstandslinien ohne vorherige Konsultation durch die Kommissionen beinhalten. Der Rat ersuchte sodann den Stabschef der Organisation für die Überwachung des Waffenstillstands, ihm nach Ablauf von neunzig Tagen oder bevor er es für notwendig erachtet, über die Einhaltung dieser Resolution und über den Stand der Arbeiten der verschiedenen Kommissionen Bericht zu erstatten. Der Rat forderte ihn schließlich auf, dem Sicherheitsrat in regelmäßigen Abständen Berichte über alle Entscheidungen der verschiedenen Kommissionen und des in Artikel X Absatz 4 des Allgemeinen Ägyptisch-Israelischen Waffenstillstandsabkommens vorgesehenen Sonderausschusses vorzulegen.

## Abstimmung
Die Resolution wurde mit neun Stimmen bei keiner Gegenstimme und zwei Stimmenthaltungen des Königreichs Ägypten und der Sowjetunion angenommen.